# Marinehafen Karlskrona

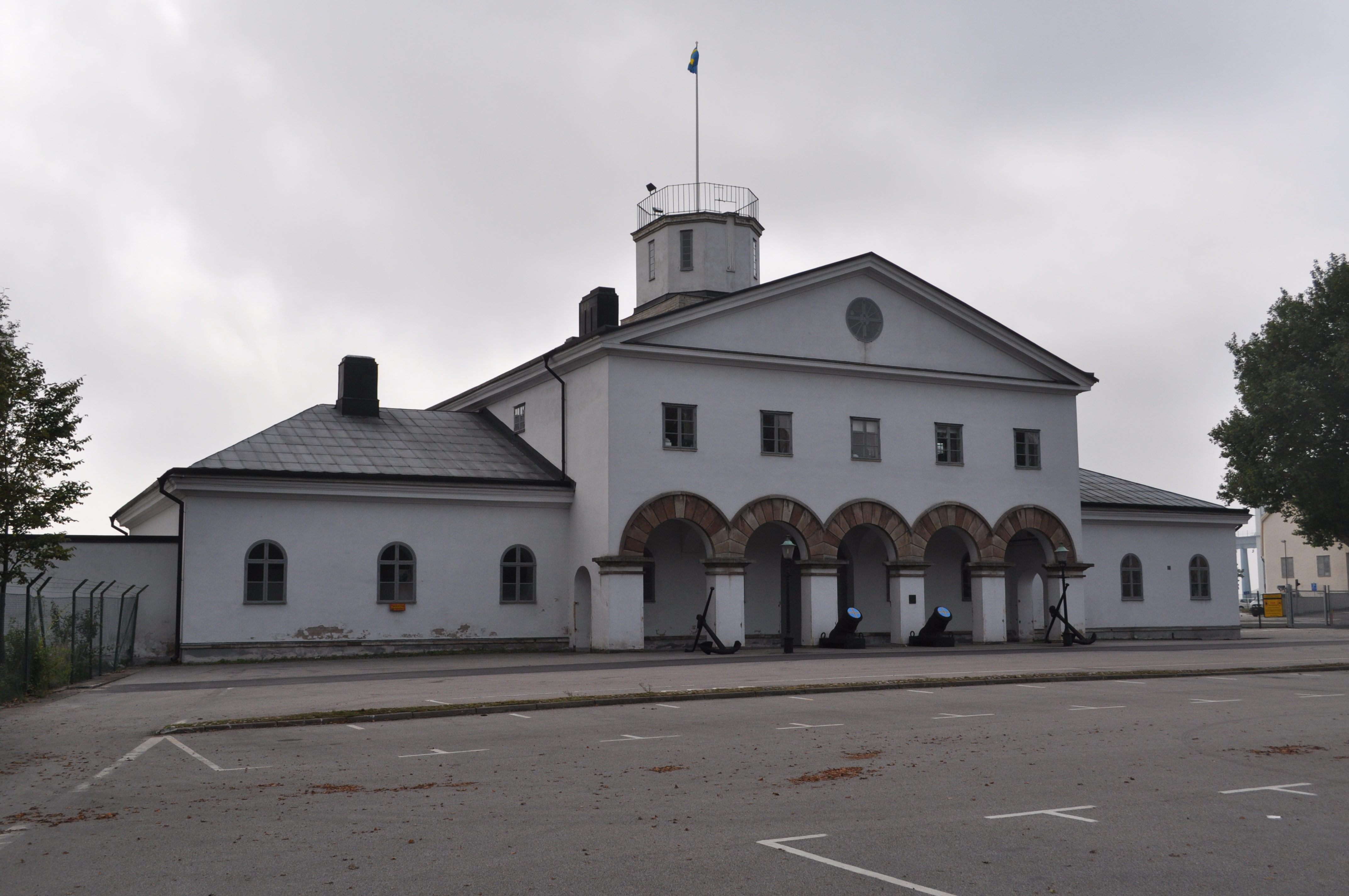
Hauptwache

Der Marinehafen von Karlskrona (Schweden) wurde auf Anordnung Karls XI. um das Jahr 1680 erbaut und wurde der Hauptstützpunkt der schwedischen Marine.

## Geschichte
Die Stelle des Marinehafens liegt strategisch günstig und wurde deshalb für dessen Aufbau ausgewählt. Der Hafen liegt auf einer Insel in einer Bucht der Ostsee, die wiederum durch mehrere kleine Inseln vom offenen Meer abgetrennt ist. Der Generalgouverneur Erik Dahlberg entwickelte einen Plan für die Befestigungsbauten, der 1683 genehmigt wurde. Zwei Jahre später begannen unter Dahlbergs Leitung die Arbeiten.
Besonders bekannt wurde die Marinebasis durch die Schwedische U-Boot-Affäre, bei der am 28. Oktober 1981 ein U-Boot der Sowjetischen Marine (Whiskey-Klasse) vor der Marinebasis auf Grund lief.
Seit 1998 stehen der Marinehafen von Karlskrona und weitere Gebäude der Stadt auf der Liste des Weltkulturerbes der UNESCO.

## Befestigungsanlagen

### Schutzmauer

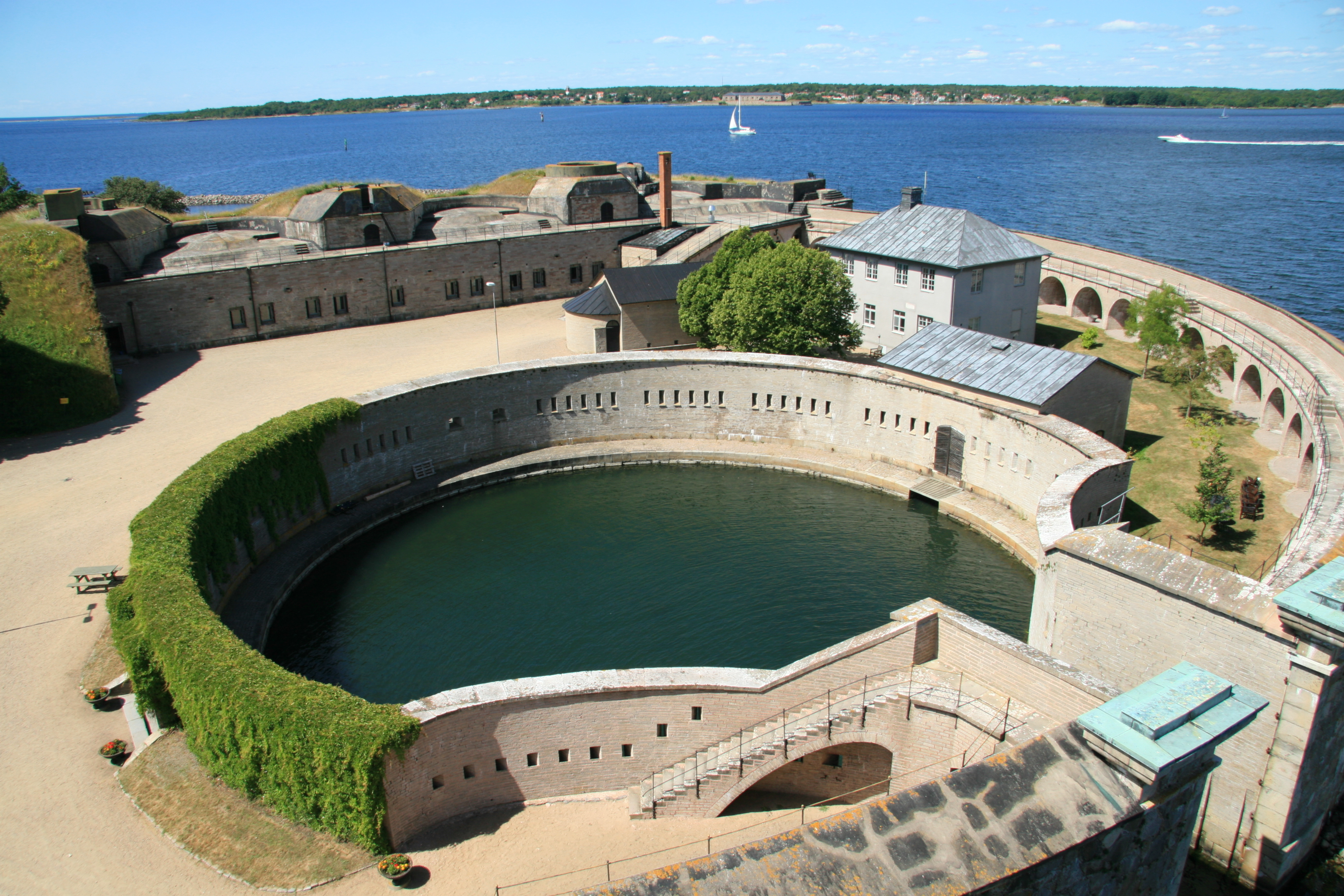
Festung Karlskrona

Rings um den Marinestützpunkt und die Werft wurde eine Schutzmauer errichtet, von der noch größere Teile erhalten sind. Auffallend sind z. B. die Bastionen Aurora, Sparre und Trolle.

### Landseitige Verteidigung

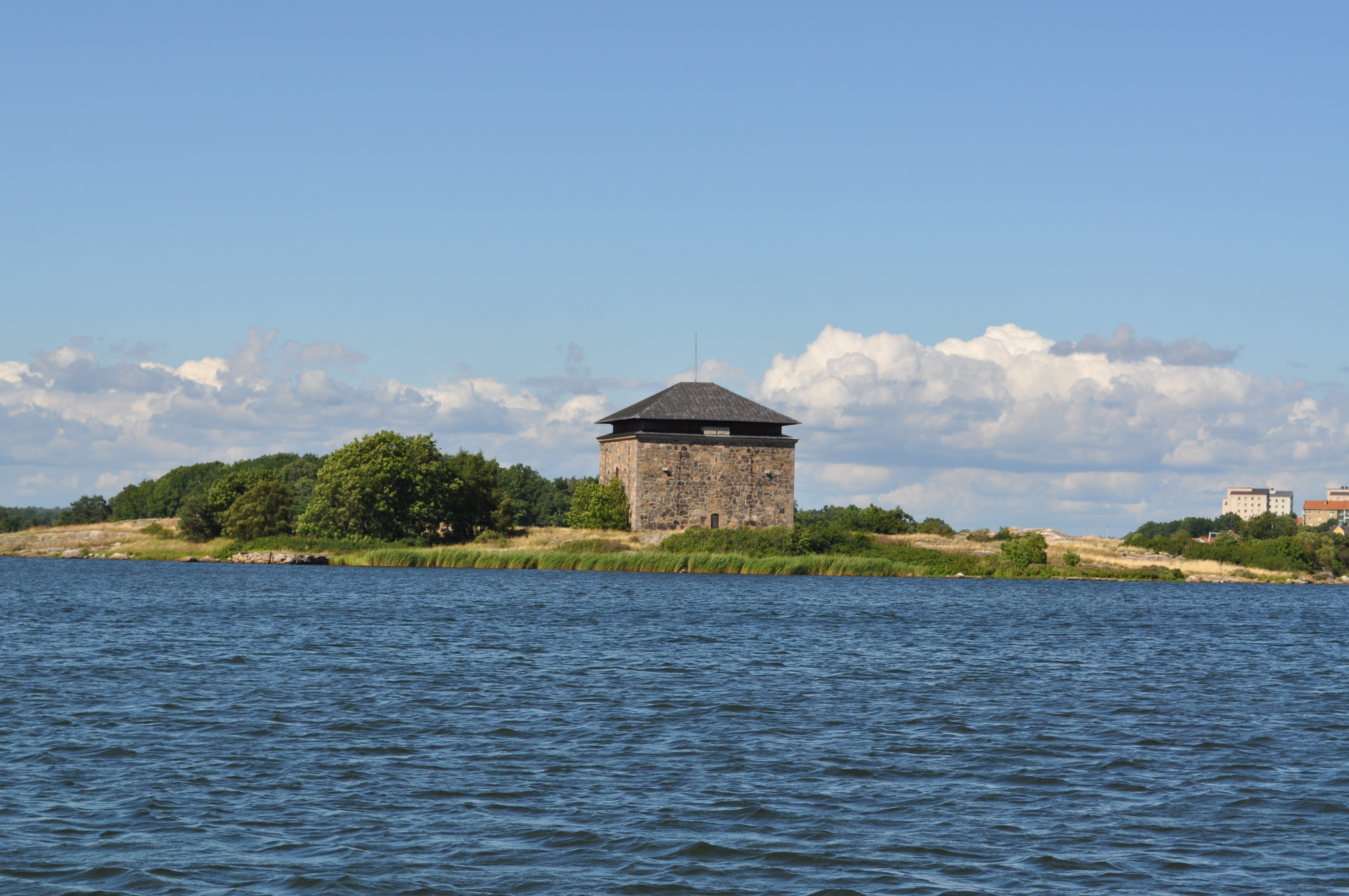
Westliches Pulverhaus Borgmästarfjärden

Der natürlich vorhandene Graben wurde von Schlamm befreit und auf einer kleinen Felseninsel entstand eine kleine, aber gut ausgerüstete Festung. Zwischen dieser Festung und der Hauptinsel lagen Erdwälle, in deren Schutz Kanonen standen. Zum Welterbe zählen auch drei Pulverhäuser nördlich des Stadtzentrums.

### Seeseitige Verteidigung
Die äußere Verteidigungslinie lag auf den Inseln, welche die Bucht begrenzten. Auf beiden Seiten des größten Zuflusses in die Bucht entstanden Festungen (Kungsholms fort und Drottningskär kastell). In manchen Bereichen der Inselkette gab es jedoch nur Erdwälle. Nach einigen Jahren war abzusehen, dass die alten Anlagen den neu aufkommenden Waffen nicht mehr gewachsen waren. 1867 entstanden Pläne für einen Ausbau der Anlagen, die 1870 noch erweitert wurden.
Auf Grundlage dieser Pläne wurde eine Kette von Steinsperren in die Bucht versenkt. Diese Kette hatte nur zwei Öffnungen für die Einfahrt. Bei Ausbruch eines Krieges wurden die Einfahrten mit Seeminen versperrt. Die Festung Kungsholms fort an der größeren der beiden Einfahrten wurde ausgebaut und erhielt ein recht unregelmäßiges Aussehen. Zum Schutz vor Sturmfluten entstanden vor der Festung trockene Gräben. Die Festung war in großem Maße mit Kanonen bestückt, die den Feind schon hier an einer Weiterfahrt hindern sollten.
Zwischen 1857 und 1863 wurden zwei Schutztürme errichtet (Kurrholmen und Godnatt), die mittelalterlichen Bergfrieden glichen. Die Mauern der Türme waren so dick, dass sie auch Angriffen mit damals modernen Kanonen standhielten.

## Anlagen im Marinehafen

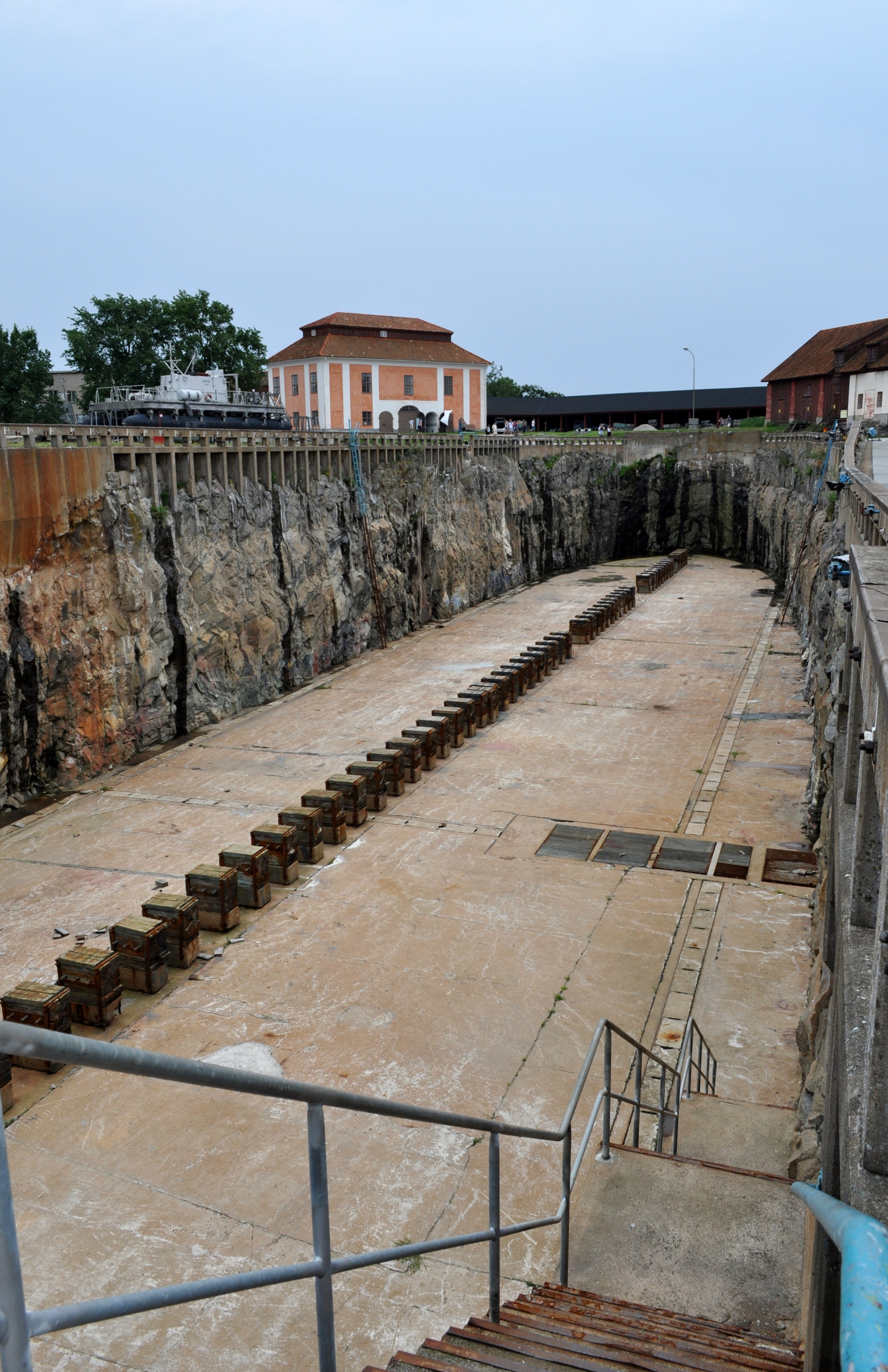
Polhem-Dock, das alte Dock

### Das Polhem-Dock
Das alte Dock wurde zwischen 1716 und 1724 unter Leitung von Christopher Polhem aus dem Felsen gesprengt. Nach seiner Fertigstellung wurde es mehrmals in Länge und Tiefe erweitert. Anfänglich erfolgte das Auspumpen des Wassers mit einer handgetriebenen, dem Paternoster ähnelnden Anlage. Um das Dock von Wasser zu befreien, mussten 270 Mann über vier Tage pumpen. Dabei arbeiteten sie in einem Drei-Schicht-System. 1846 wurden mechanische Pumpen errichtet, die diese Arbeit erheblich erleichterten.

### Weitere Gebäude im Marinehafen
- Hauptwache
- Inventarkammer
- Musterungsgebäude
- drei Materialkammern
- Skeppsgosse-Kasernen
- Finnische Kirche
- Wasaskjulet
- Repslagarebanan